# Župnija Turjak
Župnija Turjak je rimskokatoliška teritorialna župnija dekanije Ribnica nadškofije Ljubljana.